# Rathaus (Engen)

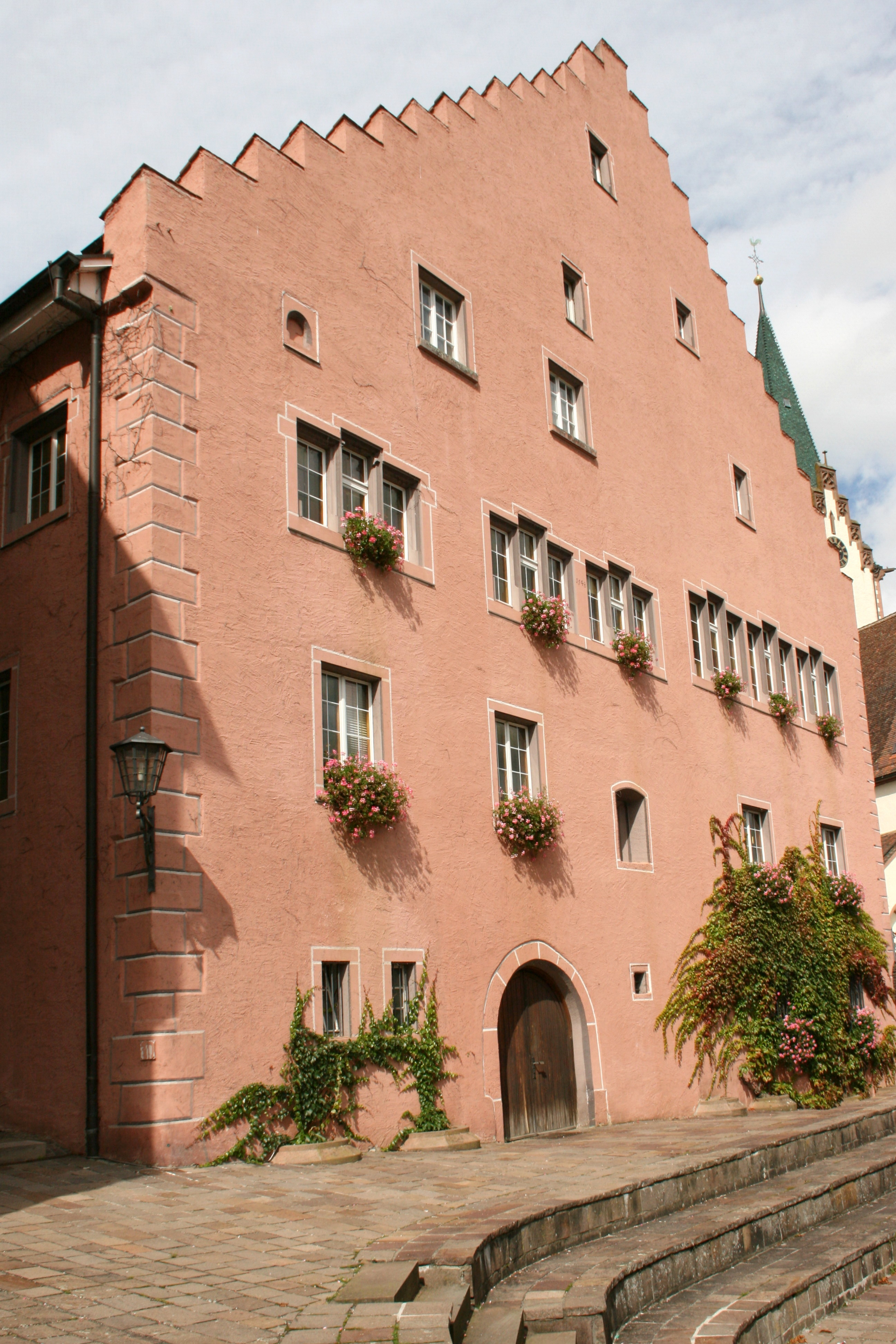
Rathaus in Engen

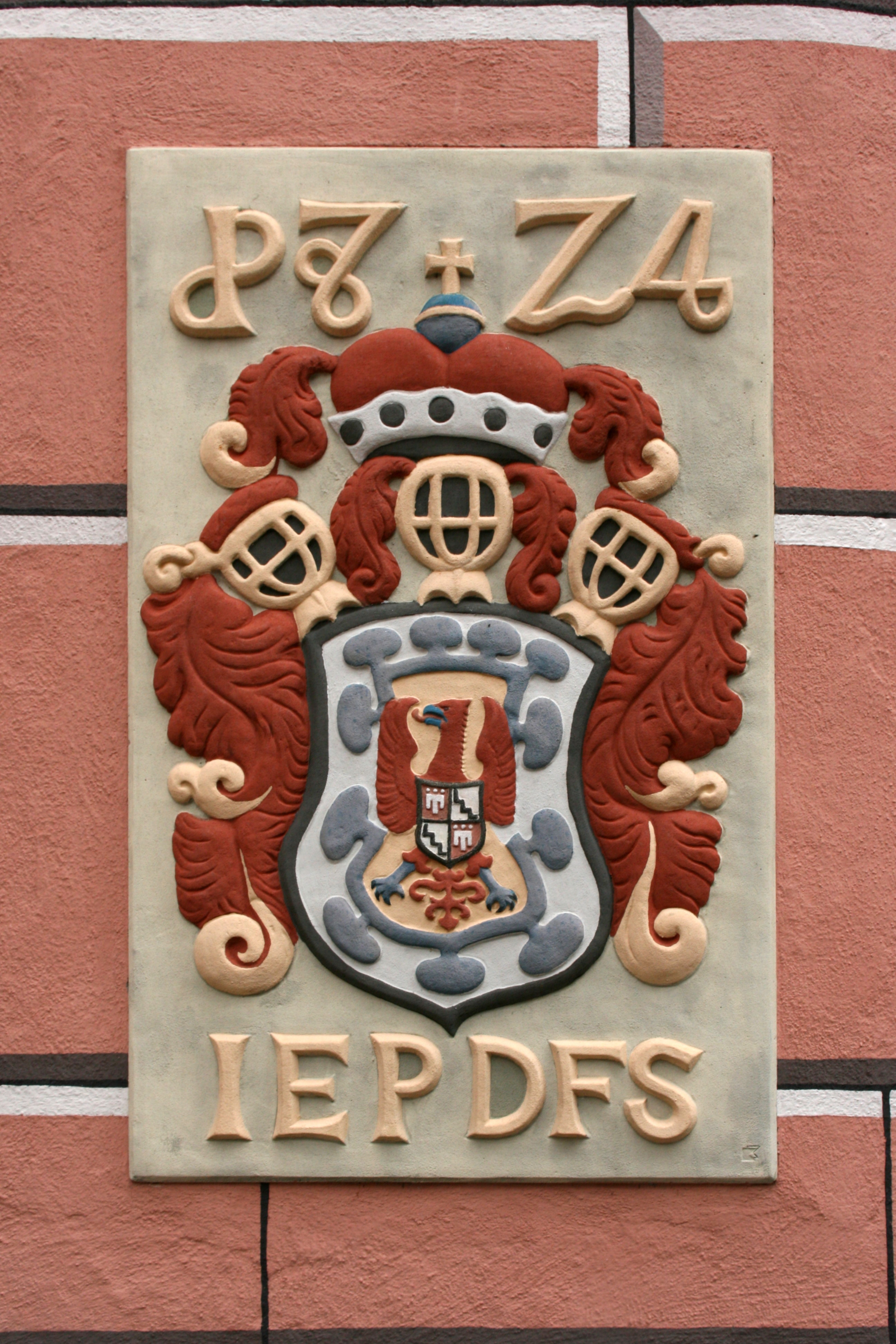
Wappen von Josef Ernst von Fürstenberg-Stühlingen

Das Rathaus in Engen, einer Stadt im Landkreis Konstanz in Baden-Württemberg, wurde in den 1480er Jahren errichtet. Das Rathaus an der Hauptstraße 11 ist ein geschütztes Baudenkmal.

## Beschreibung
Über dem Haupteingang des dreigeschossigen Gebäudes findet sich das Stadtwappen mit dem fünfzackigen Stern und rechts davon an der Fassade das Wappen von Josef Ernst von Fürstenberg-Stühlingen. IEPDFS steht für Josef Ernst Princeps de Fürstenberg-Stühlingen.
Erwähnenswert ist der historische Ratssaal, die große Stube genannt, in der Gemeinderatssitzungen stattfinden. Der Saal besitzt eine Balkendecke und einen Ofen aus dem 16. Jahrhundert.